# Дом, где падает кровь
«Дом, где падает кровь», также известный как «Pranks» («Шалости») первоначально называвшийся «Death Dorm» («Общежитие смерти») — американский слэшер 1982 года, снятый Стивеном Карпентером и Джеффри Оброу, по сценарию Карпентера и Стейси Джачино. Этот фильм стал дебютным для Лауры Лапински, Стивена Сакса, Дэвида Сноу, Памелы Холланд и Дафны Зунига. В фильме рассказывается о четырёх студентах колледжа, которые остаются в кампусе во время рождественских каникул, чтобы очистить общежитие, где неизвестный нападавший начинает их преследовать.
Первоначально фильм считался «video nasty» в Великобритании, но позже был удалён из списка.

## Сюжет
Фильм начинается с того, что молодой человек убегает от невидимого преследователя. Скрываясь в кустах, он кажется сбежал, пока его не схватили сзади и не убили. Джоанна и её парень Тим на вечеринке в колледже, где Джоанна рассказывает о том, как здание (Морган Медоуз-холл) должно быть отремонтировано перед сносом. Она вместе с друзьями Брайаном, Пэтти, Крейгом и Дебби (Дафна Зунига) остаются на время рождественских праздников, чтобы помочь очистить здание для его предстоящей реконструкции в частные квартиры. На следующий день Тим уезжает кататься на лыжах, а Дебби говорит, что не может остаться, так как родители забирают её позже в тот же день.
Родители Дебби приезжают вечером и ждут Дебби (которая ищет инвентарный список Джоанны). Её отец становится нетерпеливым и выходит из машины, чтобы найти её, но его убивает бейсбольной битой с шипами невидимый убийца. Затем её мать задушили в машине тонкой проволокой. Дебби находит их мертвыми и теряет сознание от ужаса. Убийца двигает её тело и раздавливает ей голову, проезжая по ней машиной. Затем он помещает все тела в машину и уезжает.
На следующий день Пэтти видит странного человека, болтающегося у мусорных контейнеров — Джона Хеммита, которого не должно быть в общежитии. Позже в тот же день смотритель Билл жалуется, что одно из его сверл было украдено, а Джоанна размышляет, что это был Джон. Затем Джоанна встречает Бобби Ли Трембла, местного продавца, который покупает столики в общежитии. Вскоре после этого Билла убивают в туалете украденной дрелью. Крейг и Брайан видят, как Джон проходит мимо общежития, и пытаются его предупредить, чтобы он больше не появлялся в общежитии. Вечером группа играет в бильярд, но Патти видит, как Джон смотрит на них через окно, и приходит в ужас. Решив взять дело в свои руки, группа решает искать его вокруг здания, но не может найти его.
Группа готовит ужин, когда Крейг замечает пропажу еды и убегает ловить Джона. Пока группа снова ищет его, убийца разбивает их ужин битой с шипами. Вернувшись и увидев бойню, они вызывают полицию и сообщают о Джоне. Позже той же ночью Джоанна слышит шаги на крыше общежития и зовет остальных в свою комнату, когда отключается электричество. По пути в комнату Брайан сталкивается с кем-то, кто светит ему в лицо фонарём, прежде чем на него нападают. Пэтти и Крейг добираются до комнаты Джоанны, но Брайан не появляется, поэтому Джоанна остаётся, пока Крейг и Пэтти спускаются вниз, чтобы попытаться восстановить электричество. На кухне они разделяются, и Пэтти хватает сзади и сбивает без сознания убийца, который затем бросает её в промышленную скороварку. и закрывает крышку.
Крейг возвращается в комнату Джоанны, утверждая, что его вырубили и что он нигде не может найти Пэтти. Хеммит загоняет Джоанну в угол, когда она обнаруживает изуродованный труп Брайана в кладовой. Она убегает от него и возвращается к Крейгу, когда они оба объединяются и успевают убить его. В этот момент Крейг показывает, что на самом деле он был убийцей все время, и что Джон знал и пытался предупредить Джоанн. Затем он показывают Джоанне трупы Пэтти, Дебби и её семьи, в то время как Крейг объясняет, что любит её и избавился от всех, кто цеплялся за неё или разрушал его шансы с ней.
Джоанна снова пытается сбежать, когда появляется Бобби Ли. Крейг нокаутирует Джоанн, а затем Бобби загоняет его в угол. Однако появляется полиция, которая считает, что Бобби — бродяга, о котором сообщила группа, и сбивает его, когда он пытается убить Крейга. Полиция уходит, чтобы получить подкрепление и медицинскую помощь, в то время как Крейг решает убить Джоанн, так как он понял, что никогда её не получит. Пока она все ещё без сознания, он бросает её тело в мусоросжигательную печь и, похоже, сбегает, в то время как полиция снаружи задается вопросом, должен ли дым (от мусоросжигателя) так плохо пахнуть.

## В ролях
| Актёр             | Роль                        |
| ----------------- | --------------------------- |
| Лори Лапински     | Джоан Мюррей                |
| Стивен Сакс       | Крейг                       |
| Дэвид Сноу        | Брайан                      |
| Памела Холланд    | Пэтти                       |
| Деннис Эли        | Бобби Ли Трепет             |
| Вуди Роллас       | Джон Хеммит                 |
| Дафна Зунига      | Дебби                       |
| Роберт Фредриксон | Тим                         |
| Крис Моррилл      | Джек                        |
| Чандра            | Алиса                       |
| Билли Крисуэлл    | Рик                         |
| Ричард Каугилл    | отец Дебби                  |
| Кей Бет           | мать Дебби                  |
| Джимми Бетц       | офицер Льюис                |
| Томас Кристиан    | офицер Дин                  |
| Роберт Ричардсон  | полицейский                 |
| Крис Шредер       | полицейский                 |
| Лиза Галлентин    | Нэнси (в титрах не указана) |

## Производство

### Концепция
Вдохновленный «Пятницей 13-е», Стивен Карпентер в соавторстве со Стейси Джачино написал сценарий, снимая студентов Калифорнийского университета в Лос-Анджелесе. Первоначальное название фильма было «Третья ночь», а после окончания съёмок оно стало — «Общежитие смерти». Чтобы обеспечить финансирование фильма, Оброу и Карпентер сняли кадры для превентивного рекламного трейлера, чтобы представить фильм инвесторам.

### Кастинг
Кастинг проводили Оброу и Карпентер независимо от кастинг-директора, поскольку они не могли позволить себе нанять его. В фильме режиссёром по кастингу указан «Уэсли Лу Дэвид», который представляет собой смесь имён режиссёров и продюсеров.

### Съёмки
Фильм снимался в основном на территории кампуса Калифорнийского университета в Лос-Анджелесе и вокруг здания киношколы, а также в университетской ассоциации жилищного кооператива. Съёмки была выполнены с использованием университетского оборудования, в основном на портативные камеры «Eclair» на 16-миллиметровую плёнку, которую впоследствии пришлось расширять до 35 мм.
Как установлено, основная часть фильма была снята во время рождественских каникул в университете в течение примерно трёх недель в декабре 1980-го и январе 1981-го, а в последующие шесть месяцев были сделаны дополнительные кадры.

## Релиз

### Цензура
Чтобы избежать «X рейтинга», фильм был существенно сокращен MPAA в Соединенных Штатах и BBFC в Соединённом Королевстве, при этом части сцен убийств были обрезаны или почти полностью удалены. Сцена убийства отца Дебби бейсбольной битой с шипами была значительно сокращена, чтобы показать только один или два удара по голове, а кадры, на которых ремонтнику просверливают голову дрелью, были полностью удалены.
После выхода фильма в Соединённом Королевстве (под названием «Шутки»), видео было сочтено отвратительным, скорее всего, из-за сцены убийства с помощью дрели и обложки, на которой была изображена бейсбольная бита с шипами. Предполагалось, что BBFC опасались, что, поскольку смертоносное оружие было чётко изображено, оно могло быть имитируемым. Однако дело не было возбуждено, и фильм был исключён из списка. В конце концов, он был переиздан на видео в 1992 году с десятью секундами сокращений до вышеупомянутого убийства.

### Прокат
В Соединённых Штатах фильм был выпущен его дистрибьютором под названием «Pranks» в 1982 году, изменённым Оброу и Карпентером с оригинального названия «Death Dorm». После того, как дистрибьюторы сочли название неудовлетворительным и не способствующим кассовым сборам, фильм был переиздан под названием «Дом, где падает кровь» 23 сентября 1983 года в 40 американских кинотеатрах. В первые выходные фильм собрал в прокате 215 000 долларов. В Великобритании он был выпущен исключительно под названием «Pranks» через «New Line Cinema».

### Критика
Ретроспективно оценивая фильм, журналист Джим Харпер назвал его «одним из лучших низкобюджетных слэшеров восьмидесятых. Несмотря на то, что материал довольно производный, режиссура выглядит многообещающей, а сценарий мог быть намного хуже». Киножурналист Адам Рокофф дал фильму отрицательную оценку, назвав его «мягким и невдохновляющим слэшером», добавив: «Дом, где падает кровь», делает один скудный удар оригинальности, убивая последнюю девушку в последней сцене фильма. Этот ненужный, мрачный финал на самом деле является облегчением, потому что он сигнализирует не только о прекращении её раздражающего самодовольства, но и для всего фильма в целом».
«Дом, где падает кровь» имеет рейтинг одобрения 0 % на сайте-агрегаторе обзоров фильмов Rotten Tomatoes на основе пяти отзывов критиков.
Каветт Бинион из AllMovie квалифицировал его как «производный клон слэшера», присвоив ему 1,5 из 5 звёзд. TV Guide присвоил фильму 1 из 5 возможных звёзд, назвав его «совершенно предсказуемым и полным отвлекающих факторов».
Сайт обзора фильмов ужасов «Oh, the Horror!» раскритиковал сценарий фильма, режиссуру и «ужасную» игру, но похвалил музыку и эффекты крови. Киновед Джон Стэнли в книге «Особенности существ: научная фантастика, фэнтези и руководство по фильмам ужасов» (2000) присвоил фильму одну из пяти звёзд.

### Релиз на DVD
Первоначально он был доступен на DVD в США под первоначальным названием «Pranks», а в конечном итоге был выпущен под своим более известным названием на Blu-ray (в комбинированном пакете, также содержащем копию DVD) — 26 апреля 2011 года. Blu-ray-релиз включает в себя оригинальную 88-минутную режиссёрскую версию без цензуры под названием «Death Dorm»(«Общежитие смерти»), которая ранее никогда не была показана публике, с дополнительными и расширенными кровавыми сценами и экспозицией.